# Casamance (rzeka)
Casamance – rzeka w południowym Senegalu, główny ciek wodny regionu Casamance. Długość rzeki wynosi ok. 320 kilometrów, z czego 130 km nadaje się do żeglugi. Rzeka uchodzi do Oceanu Atlantyckiego, tworząc szerokie estuarium. 
Nad brzegami rzeki zlokalizowano kilka miast, do ważniejszych zaliczają się Ziguinchor i Kolda.